# Thorvald Nielsen
Thorvald Nielsen (14. januar 1891 i Kraghave ved Nykøbing Falster – 26. august 1965 i Tisvilde) var en dansk violinist, komponist og musikorganisator.
Thorvald Nielsen blev som dreng undervist af lokale lærere i både violin og musikteori og blev derefter videreuddannet på Det Kongelige Danske Musikkonservatorium fra 1907-1910 med bl.a. Anton Svendsen som lærer. Fra 1914-1936 var han ansat i Det Kongelige Kapel, og i 1924 dannede han en strygekvartet med deltagelse af bl.a. Johan Hye Knudsen. Thorvald Nielsen Kvartetten blev i samtiden betragtet som en af de bedste i landet. I 1936 måtte Thorvald Nielsen opgive sin plads i Kapellet på grund af skader på sin højre arm, men forinden var han i 1928 blevet violinlærer på Konservatoriet, hvor han var ansat frem til 1961, fra 1949 som professor. En overgang fra 1947 var han også medlem af konservatoriets bestyrelse.
Ved siden af disse poster havde Nielsen en række andre hverv. Han stiftede i 1921 musikforeningen ”Ny musik” sammen med bl.a. pianisten Chr. Christiansen, Svend Chr. Felumb, Knud Jeppesen og den senere direktør for Konservatoriet Rudolph Simonsen. Foreningens formål var at give plads for opførelser af samtidens mest avancerede musik. Efter nogle år blev denne virksomhed videreført af Det unge Tonekunstnerselskab (DUT). Han var desuden bestyrelsesmedlem i og en tid formand for Kammermusikforeningen, bestyrelsesmedlem i Bachforeningen og Koncertgiverringen og var formand for Dansk Musikpædagogisk Forening 1939–49. Han blev Ridder af Dannebrogordenen 1948 og Ridder af 1. grad 1957.
Han er begravet på Tibirke Kirkegård.

## Musikken
Endelig var Thorvald Nielsen aktiv som komponist, om end hans arbejde på dette område ikke har efterladt mange spor.
- Nocturne (orkester 1934)
- Allegro (orkester 1936)
- Symfonisk ouverture (orkester 1942)
- Taffelmusik (strygere, træblæsere og klaver 1945)
- Quaestio hominis (mandskor og orkester 1937)
- Fire sange (1957)
- Vignetter til Sapfo (klarinet og harpe 1959)
- Kadencer til nogle af Mozarts violinkoncerter
- Hellig er Herren (motet for blandet Kor)